# M 1 (MSBS)
Die M 1 waren die ersten ballistischen Mittelstreckenraketen, die auf U-Booten der französischen Marine stationiert waren. Die eigenständige französische Entwicklung basierte auf der US-amerikanischen UGM-27 Polaris. Erste Versuche wurden 1967 durchgeführt. Als Testfahrzeug wurde das konventionell angetriebene Versuchs-U-Boot Gymnote genutzt. Die zweistufigen Feststoffraketen wurden 1971 als Hauptbewaffnung des ersten französischen Atom-U-Bootes Le Redoutable (MSBS) von der Force de dissuasion nucléaire française in Dienst gestellt. Die Raketen waren mit einem nuklearen Sprengkopf mit einer Stärke von 500 kT bewaffnet. Die Raketen wurden lediglich von einem weiteren U-Boot der Redoutable-Klasse, der Le Terrible, genutzt und ab 1974 durch die M 2 ersetzt.